# Инна Симеонова
Инна Симеонова е българска актриса, говорителка и водеща в Българската национална телевизия.

## Биография
Родена е през 1959 г.
Кариерата на Инна Симеонова започва в началото на 1980-те. Първите ѝ изяви са в рубриката „Седем дни за вас“ (наследила легендарния „Телевизионен обектив“ на Бригита Чолакова), излъчвана в дебютните издания на „Всяка неделя“. Заради изключителната си красота и перфектните си дикция поведение пред камерата младата дама с безупречна артикулация бързо се превръща в любимка на зрителите.
По същото време активно се явява на прослушване за много актьорски роли, измежду които Рени Ковачева в „Оркестър без име“.
В средата и края на 1980-те е водеща на „Едно от пет“ и „Мелодия на годината“. Участвала е със запомнящи се роли в три български игрални филма: „Борис I“, „Човек не съм убивал“ и „Баш майсторът фермер“.
След 1989 г. се изявява на телевизионния екран само за кратко (във външната продукция „ТВ Премиера“, излъчвана в събота по „Ефир 2“), тъй като е смятана за номенклатурен кадър – Симеонова е снаха на Гриша Филипов, член на Политбюро на ЦК на БКП.
В края на 1990-те създава свое собствено предаване за жените – „2 по 2 и 200“. През последните няколко години Симеонова е канена за интервюта в много български медии.
Има две дъщери, които се занимават с класически балет. Голямата, Инес, е учила в Париж, а малката – Красина – в италианския лицей в Горна баня.

## Филмография
| Година      | Филми/Сериали                           | Серии | Копродукции     | Роля               |
| ----------- | --------------------------------------- | ----- | --------------- | ------------------ |
| 1986 – 1987 | Време за път                            | 5     |                 | Инна Симеонова     |
| 1985        | Борис I                                 | 2     |                 |                    |
| 1982        | Човек не съм убивал                     |       |                 | Ани                |
| 1982        | Баш майсторът фермер                    |       |                 | Ева, стопаджийката |
| 1981        | Хайде, дядовци! – („А ну-ка, дедушки!“) |       | СССР / България | Красимира          |